# Erastria lysima
Erastria lysima là một loài bướm đêm trong họ Geometridae.